# Perissomerus flammeus
Perissomerus flammeus är en skalbaggsart som beskrevs av Martins 1971. Perissomerus flammeus ingår i släktet Perissomerus och familjen långhorningar.
Artens utbredningsområde är Venezuela. Inga underarter finns listade i Catalogue of Life.